# Robert Denmark
Robert Neil „Rob” Denmark (ur. 23 listopada 1968 w Billericay) – angielski lekkoatleta specjalizujący się w biegach średnio i długodystansowych, dwukrotny uczestnik letnich igrzysk olimpijskich (Barcelona 1992, Sydney 2000).

## Sukcesy sportowe
- dwukrotny mistrz Wielkiej Brytanii w biegu na 10 kilometrów – 1992, 2001[1]
- dwukrotny srebrny medalista mistrzostw Wielkiej Brytanii: w biegu na 3000 metrów (1990) oraz w biegu na 5000 metrów (1997)[2]
- dwukrotny medalista mistrzostw Anglii w biegu na 1500 metrów – srebrny (1993) oraz brązowy (1992)[3]
- pięciokrotny medalista mistrzostw Anglii w biegu na 5000 metrów – dwukrotnie złoty (1995, 1999) oraz trzykrotnie brązowy (1991, 1996, 2002)
- pięciokrotny medalista mistrzostw Anglii w biegu na 10 000 metrów – trzykrotnie złoty (1994, 1996, 2002), srebrny (2000) oraz brązowy (1998)
- trzykrotny medalista halowych mistrzostw Anglii w biegu na 3000 metrów – dwukrotnie złoty (1990, 1991) oraz brązowy (1994)[4]

| Rok  | Miasto    | Zawody                     | Konkurencja      | Wynik         |
| ---- | --------- | -------------------------- | ---------------- | ------------- |
| 1991 | Sewilla   | Halowe mistrzostwa świata  | bieg na 3000 m   | brązowy medal |
| 1992 | Barcelona | Igrzyska olimpijskie       | bieg na 5000 m   | 7. miejsce    |
| 1994 | Victoria  | Igrzyska Wspólnoty Narodów | bieg na 5000 m   | złoty medal   |
| 1994 | Helsinki  | Mistrzostwa Europy         | bieg na 5000 m   | srebrny medal |
| 1994 | Londyn    | Puchar świata              | bieg na 10 000 m | 3. miejsce    |

## Rekordy życiowe
| konkurencja           | na stadionie                        | w hali                        |
| --------------------- | ----------------------------------- | ----------------------------- |
| bieg na 1500 metrów   | 3:37,99 – Hengelo, 05/06/1995       |                               |
| bieg na milę          | 3:55,38 – Portsmouth, 12/08/1990    |                               |
| bieg na 2000 metrów   | 5:04,11 – Londyn, 11/08/1996        |                               |
| bieg na 3000 metrów   | 7:39,55 – Kolonia, 01/08/1993       | 7:43,90 – Sewilla, 10/03/1991 |
| bieg na 2 mile        | 8:21,97 – Gateshead, 09/08/1991     |                               |
| bieg na 5000 metrów   | 13:10,24 – Rzym, 09/06/1992         |                               |
| bieg na 10 000 metrów | 28:03,31 – Watford, 22/07/2000      |                               |
| bieg na 5 kilometrów  | 13:30 – Dublin, 05/05/1996          |                               |
| bieg na 10 kilometrów | 28:53 – Cheltenham, 09/09/2001      |                               |
| półmaraton            | 1:03:34 – South Shields, 10/10/1999 |                               |